# Bijbelwetenschap
De Bijbelwetenschap is de wetenschappelijke bestudering van de ontstaansgeschiedenis, de betekenis en de ontvangst van de Bijbelse geschriften, inclusief verwante apocriefe geschriften. De Bijbelwetenschap is een interdisciplinair onderzoeksveld tussen onder andere de literatuurwetenschap en de theologie en maakt gebruik van taalkundige, letterkundige, geschiedkundige en archeologische instrumenten.
De historisch-kritische methode is sinds de 18e eeuw de norm in de Bijbelwetenschap. Soms worden daarom termen zoals historisch-kritische methode, historisch-kritische exegese en historisch-kritisch onderzoek gebruikt als synoniemen voor de 'moderne' Bijbelwetenschap.

## Terminologie

### Definities
Volgens het Nederlands-Vlaams Bijbelgenootschap bestond de Bijbelwetenschap oorspronkelijk uit drie bezigheden:
1. tekstkritiek: het vaststellen van de juiste tekst van de Bijbel;
2. etymologie: het onderzoek naar de woordbetekenissen van het Hebreeuws en Grieks (de talen waarin de Bijbel is geschreven); en
3. exegese: de uitleg van de Bijbel.

De moderne Bijbelwetenschap die in de 18e en 19e eeuw (onder invloed van de Verlichting) is ontstaan voegde daar de Historisch-kritische methode aan toe vanuit het principe dat de Bijbel volgens dezelfde regels en methoden als andere oude teksten diende te worden bestudeerd en dus een gelijkwaardige behandeling kreeg. De historisch-kritische methode heeft als voornaamste doel om te beschrijven welke boodschap een auteur in zijn historische context wilde overbrengen. Met name sinds de verlichting leeft het besef dat het belangrijk is de oorspronkelijke strekking van een tekst te kennen in plaats van een tekst kritiekloos op de klank af te gebruiken. De aanduiding historisch-kritisch verwijst naar de combinatie van twee basisaannamen van deze hermeneutische methode:
- Historisch is deze methode, omdat zij ervan uitgaat dat de te onderzoeken tekst een geschiedenis heeft. Een tekst kan verschillende edities hebben of samengesteld zijn uit oudere teksten. Een tekst is ontstaan in een bepaalde historische situatie. Een resultaat van deze benadering is bijvoorbeeld, dat de regel “oog om oog, tand om tand” (Exodus 21:24) in zijn historische context een stap vooruit was omdat het ongetemde wraak indamde. En Jezus bijvoorbeeld is geen boventijdelijke figuur, maar was een Jood uit Galilea.
- Kritisch is deze methode, omdat zij van algemeen inzichtelijke criteria voor het wetenschappelijk onderzoek van teksten uitgaat. Het betekent dat het is gebaseerd op de algemeen inzichtelijke criteria voor het wetenschappelijk onderzoek van teksten. Zo moet iedere stap in het onderzoek voor anderen na te gaan zijn en is het niet toegestaan zich te beroepen op een bovennatuurlijke en dus oncontroleerbare verklaring. Of anderen ook inderdaad dezelfde stappen zetten hangt af van de kwaliteit van de argumenten. Zoals in elke wetenschappelijke discipline levert een andere beoordeling van een argument een ander resultaat op.

De term kritiek (Grieks: κρίνειν, "oordelen") betekent in dit verband dus niet dat het doel is kritiek te hebben op de Bijbel. Het woord 'kritisch' in 'historisch-kritische methode' is van oorsprong simpelweg een synoniem voor 'wetenschappelijk'. In deze zin betekent 'Bijbelkritiek' (Engels: biblical criticism) dus hetzelfde als 'Bijbelwetenschap' (Engels: biblical studies). Maar de term 'Bijbelkritiek' kan ook wijzen op een specifieke subdiscipline binnen de Bijbelwetenschap, zoals de inleidingswetenschap (Duits: Einleitungswissenschaft, die de datering, het auteurschap, de compositie, oorsprong en ontwikkeling van de bijbelboeken bestudeert), of op de historisch-kritische methode dan wel de historische Bijbelkritiek (die de historische waarheid van bijbelteksten poogt te achterhalen), of op kritiek op de Bijbel (een – al dan niet wetenschappelijke – negatieve beoordeling van de Bijbel).

### Ontwikkeling en afbakening van subdisciplines
De Bijbelwetenschap heeft verschillende onderzoeksvelden dan wel subdisciplines. De taakverdeling tussen deze subdisciplines is niet altijd even helder, omdat hun activiteiten elkaar in de praktijk vaak overlappen. Vroeger werd er onderscheid gemaakt tussen "hogere" kritiek en "lagere" kritiek. "Lagere kritiek" is synoniem met wat nu tekstkritiek heet: de discipline die probeert te reconstrueren wat er in de oorspronkelijke tekst stond. "Hogere kritiek" hield zich bezig met alle andere kwesties, zoals het ontstaan, de bronnen, de datering en het auteurschap van de oorspronkelijke tekst.
Geert Van Oyen (1993) stelde dat er voor de evangeliën 'vijf klassieke onderzoeksterreinen' waren, namelijk 'tekstkritiek, bronnenkritiek, studie van de historische achtergrond van een evangelie binnen het nieuwtestamentische milieu, vormkritiek, redactiekritiek in de enge zin, d.i. scheiding traditie en redactie)' en observeerde dat Norman Perrin (1920–1976) had gepoogd om 'literaire kritiek' (literary criticism) los te koppelen van 'redactiekritiek', maar er niet in slaagde om een consistente grens te trekken en de concrete verschillen tussen deze twee activiteiten aan te geven. Hij stelde bovendien vast dat wat 19e-eeuwse exegeten verstonden onder 'historische kritiek' zo goed als geheel samenviel met Einleitungswissenschaft ('inleidingswetenschap', inclusief tekstkritiek), terwijl in de 20e eeuw veel onderzoekers 'bronnenkritiek' en 'literaire kritiek' (Literarkritik) als synoniemen gebruikten, hoewel anderen expliciet stelden dat er een verschil was.:15
Volgens A. van der Kooij (1996) is 'de ontstaansgeschiedenis van de bijbelboeken' 'het terrein van de literaire kritiek (in diachrone zin opgevat) en van de redactiekritiek', maar kan ook relevant zijn voor de tekstkritiek omdat zij zich moet afvragen welke versie van een bijbelboek zoals Jesaja zij nou eigenlijk precies probeert te reconstrueren: het originele (hoofdstukken 1–39), het voltooide (zodra hoofdstukken 40–66 eraan waren toegevoegd) of het pre-canonieke bijbelboek zonder latere 'afwijkende' of 'foutieve' lezingen (zoals het bestond vóór de proto-MT van circa 100 n.Chr.)?
Henk de Jonge (1997) identificeerde de historisch-kritische exegese zowel als een deel van de literatuurwetenschap als van de theologie. Hij merkte op dat de historisch-kritische exegese voortdurend 'evolueert' en dat hij er 'momenteel' 'zeven complexen van vragen' toe zou rekenen:
1. Tekstkritiek en overleveringsgeschiedenis
2. Literair-historische exegese ('wat wilde de auteur tegen de geadresseerden zeggen? Structuur, compositie, [genre]'.)
3. Inleidingswetenschap ('tijd en plaats van ontstaan, relatie auteur-geadresseerden, echt of pseudepigraaf, oorspronkelijk één geheel of uit stukken samengesteld')
4. Vorm-, bronnen-, traditie- en redactiekritiek (motief, bijdrage, sociaal-cultureel milieu en beïnvloeding van auteur)
5. Traditiegeschiedenis; geschiedenis van het ontstaan van de christelijke theologie (waar komen theologische ideeën vandaan?)
6. Geschiedschrijving van Israël, antiek jodendom en vroeg christendom, Leben Jesu-Forschung
7. Canongeschiedenis en geschiedenis van de exegese

Voor de praktische theologie zouden de eerste twee (tekstkritiek/overleveringsgeschiedenis en literair-historische exegese) het belangrijkst zijn, 'maar die behoeven van alle andere onderdelen steun. Tussen de diverse onderdelen bestaat in de praktijk een sterke wisselwerking.'
Henk van den Belt (2007) schreef: 'De redactiekritiek betreft de wetenschappelijke bestudering van de relatie tussen de tekst zoals die voor ons ligt en mogelijke oudere bronnen. Er is uiteraard geen waterdichte scheiding tussen tekstkritiek en redactiekritiek. De teksten zelf wijzen terug naar hun bronnen.'

## Geschiedenis
De Bijbelwetenschap is al zo oud als de Bijbel zelf, maar de historisch-kritische exegese is een verworvenheid van de (vroeg)moderne tijd. Tot in de middeleeuwen werd men geacht de Bijbel alleen te bestuderen om daarmee het gezag van de Schrift, God en de heersende theologische doctrines te bevestigen en de wil van God beter te begrijpen. De scholastiek streefde ernaar om (schijnbare) tegenstrijdigheden in de Bijbel of tussen de Bijbel en de kerkvaders met elkaar te verzoenen. Het kritisch lezen van de Bijbel werd niet alleen niet op prijs gesteld, het was gevaarlijk omdat de kerken een ondermijning van hun gezag niet duldden en de overheid Bijbelkritische onderzoekers vervolgde wegens ketterij. Wie suggereerde dat bepaalde tegenstrijdigheden moeilijk of niet met elkaar te verzoenen waren, zoals bijvoorbeeld Petrus Abaelardus die in Sic et Non (ca. 1125) stelde dat het Nieuwe Testament niet helemaal correct is overgeleverd door kopiisten en dat sommige handschriften corrupt waren, kon op strenge straffen rekenen.
Anders dan in de uitleg van de vroege kerk en de middeleeuwen ziet de historisch-kritische benadering de uit te leggen tekst als ondergeschikt aan de geschiedkunde. Dit heeft te maken met de onderschikking van algemeen geldige waarheden aan de rede in de Verlichting.

### Voorgeschiedenis

#### Renaissance en Reformatie
Door het renaissance-humanisme, dat de oudheid als toonaangevend zag, en door de Reformatie, die de Bijbel centraal zette, kreeg de bestudering van antieke teksten (waaronder de Bijbel) zeer belangrijke impulsen. De discussie over de Bijbel richtte zich in eerste instantie op de betrouwbaarheid van de Vulgata, de Latijnse Bijbelvertaling die voor de Katholieken gezaghebbend was. Die was in de vierde eeuw door Hiëronymus van Stridon op last van Paus Damasus I opgesteld. Er waren toen vele van elkaar afwijkende Griekse en Latijnse varianten van het Nieuwe Testament bekend en Hiëronymus kreeg de opdracht een reconstructie te maken van het "ware" evangelie. Maar daarbij liet hij zich, volgens de protestanten, te veel leiden door de rooms-katholieke dogma's. Hiëronymus maakte een onderscheid tussen "geïnspireerde" teksten en "niet-geïnspireerde". Als criterium gold daarbij volgens hem de kerkelijke leer. Niet-geïnspireerde teksten, afwijkend van de kerkelijke leer, beschouwde hij als vervalsingen door ketters. Teksten die overeenkwamen met de kerkelijke leer, noemde hij geïnspireerd door God. Humanisten zoals Desiderius Erasmus en protestanten wilden terug naar de oerteksten van vóór de Vulgata. In 1517 publiceerde Erasmus als eerste een editie van de Griekse tekst van het Nieuwe Testament (Novum Instrumentum omne).
Het zorgvuldige onderzoek naar de bronnen van het christendom onder de christenen, waar sommige (katholieke) humanisten al mee bezig waren, werd daarop aanvankelijk vooral een protestantse zaak. Het uitgangspunt van de protestanten was dat het geloof uitsluitend gebaseerd diende te worden op de Bijbel, sola scriptura, met uitsluiting van de apostolische traditie zoals die overgeleverd zou zijn binnen de rooms-katholieke kerk. Maarten Luther en Johannes Calvijn stelden dat alleen de Bijbel als betrouwbare bron kon dienen voor het ware geloof, en niet de autoriteit van Rome. De reformator Calvijn becommentarieerde bijna de hele Bijbel. Daarbij schuwde hij kritische inzichten niet, want hij meende bijvoorbeeld dat 2 Petrus niet door Petrus zelf geschreven kon zijn. De protestantse tekstkritiek leidde tot het zogenaamde historisch-kritische onderzoek. Het historisch-kritische onderzoek omvatte in de daarop volgende eeuwen zeer uiteenlopende uitgangspunten, methoden en conclusies.

#### Spinoza

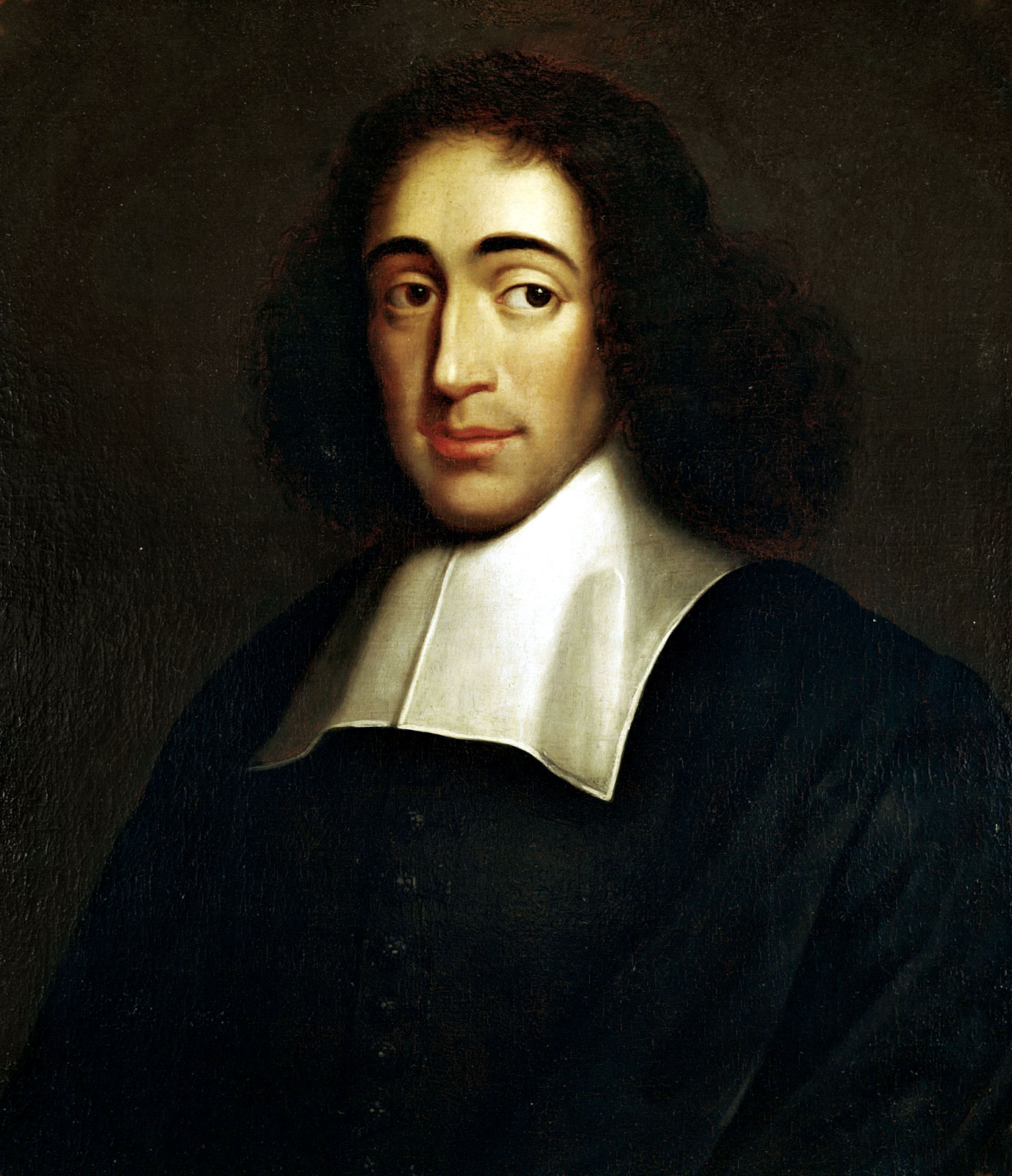
Het Haagse portret van Baruch Spinoza, ca. 1665.

Een van de vroegste werken die een radicaal ander licht werpt op de Bijbel is de Tractatus theologico-politicus. Het verscheen in 1670 anoniem en veroorzaakte een storm van verontwaardiging. In dit werk ontkent Baruch Spinoza (1632-1677) het bestaan van het bovennatuurlijke, het bestaan van wonderen en de volmaaktheid van de Schrift door het bovennatuurlijke als inbeelding te kwalificeren, wonderen niet als uitzondering op natuurwetten maar als enkelvoudige realisaties van natuurwetten te beschouwen en de vele contradicties en onmogelijkheden in de Schrift aan te tonen. Hij houdt vervolgens een vurig pleidooi voor de scheiding van theologie en filosofie. De titel van het werk is veelzeggend: Theologisch-politiek traktaat, bevattende een aantal uiteenzettingen, waarin wordt aangetoond dat men de vrijheid van filosoferen niet alleen kan toestaan met behoud van de vroomheid en van de vrede in de staat, maar dat men haar niet kan opheffen zonder tevens de vrede in de staat en zelfs de vroomheid op te heffen. Het gaat Spinoza om het recht op het vrije gebruik van de rede, zonder inmenging van de zijde van de theologen.
Spinoza meent dat God alleen via het natuurlijk licht te kennen is (1.2). Wonderen moeten het ontgelden omdat er geen uitzonderingen zijn op de natuurwetten, de wetten van God (6.1-2). In de Bijbel vertellen mensen meer hun eigen meningen dan wat er feitelijk is voorgevallen (6.17). De Bijbel wemelt van de fouten (8.1). De “ware methode van schriftverklaring” is “dat wij een zuivere beschrijving ervan opstellen, en daaruit uit als zekere gegevens en beginselen gerechtvaardigde gevolgtrekkingen maken omtrent de bedoeling van de auteurs van de Bijbel” (7.2). Deze beschrijving bestaat uit taalstudie, het noteren van de uitspraken van elk afzonderlijk boek en het bestuderen van de historische omstandigheden van de auteur en van het ontstaan van het boek (7.5). Ook stelt Spinoza in dit werk dat de profeten gewone mensen waren met een uitzonderlijke verbeeldingskracht en een juiste morele gezindheid, die in staat waren het volk op eenvoudige wijze te leren over de goede levenswandel. Hij ontkent echter, dat zij namens God spraken: dit is binnen het kader van zijn pantheïstische natuurfilosofie immers onmogelijk. In tegenstelling tot de andere profeten erkent hij wel de goddelijke natuur van Jezus, als een volmaakt voorbeeld van zedelijkheid.

#### Vroege verlichting
De kritische bestudering van de Bijbel raakte vanaf de zeventiende eeuw in een stroomversnelling. Er werden steeds meer natuurwetten ontdekt en filosofen en andere geleerden voelden zich vrijer om te publiceren. Zo legde Josephus Justus Scaliger de grondslag voor de moderne tijdrekenkunde en was hij de eerste die goede regels opstelde en toepaste voor literaire kritiek en redactiekritiek en om van de tekstkritiek, die tot dan toe bestond uit een reeks willekeurige gissingen, een "rationele procedure ondergeschikt aan vaststaande wetten" te maken (volgens Mark Pattison, 1813–1884). De censuur weerhield geleerden als Scaliger, Isaac La Peyrère en Claude Saumaise er niet van om in brieven aan vrienden Bijbelkritiek te uiten. La Peyrère publiceerde in 1655 anoniem zijn Præadamitæ, een boek waarin hij stelde dat er vóór Adam mensen hadden geleefd. Hij constateerde middels close reading ook dat er twee scheppingsverhalen in de Bijbel staan.
Een ander markant figuur uit deze periode is Hugo de Groot, die in 1644 een boek publiceerde waarin hij stelde dat het Bijbelboek Prediker niet aan Salomo moet worden toegeschreven. In zijn in Parijs geschreven Dissertatio de origine gentium Americanarum uit 1643 probeerde Hugo de Groot de autoriteit van Genesis te redden door te stellen dat het Indiaans, zoals iedere taal, terug te voeren was op het Hebreeuws. Grotius' stellingen werden al in datzelfde jaar door Johannes de Laet weerlegd.
De ontdekkingen in de natuurwetenschap speelden in deze tijd een grote rol. Het stilstaan van de zon tijdens een door Jozua uitgevochten veldslag (Jozua 10:12-13) was onverenigbaar met het heliocentrische wereldbeeld van Copernicus. De overlevering dat Jezus op het water liep (Matteüs 14:23-34) is onverenigbaar met natuurwetten. Door de 17e-eeuwse Nederlander Gerardus Vossius en ten tijde van de Franse Revolutie werd er openlijk getwijfeld aan de zondvloed omdat het onbestaanbaar was dat er zoveel water aan de zee werd toegevoegd. In de late 18e eeuw werd door geologisch onderzoek duidelijk dat de aarde zeer veel ouder was dan uit de Bijbel kon worden opgemaakt.

### De historisch-kritische school

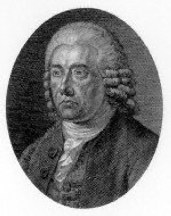
Johann Salomo Semler, 1725 - 1791.

Tijdens de Verlichting in de 18e eeuw ontstond in Duitsland onder lutherse kerkhistorici het zogenaamde historisch-kritische onderzoek. De historische betrouwbaarheid van de evangeliën als basis voor het geloof was het centrale punt in de beginfase. Tegenwoordig is het historisch onderzoek naar Jezus niet meer zo sterk gericht op het bewijzen van zijn bestaan en op het gelijk van de protestanten, maar op de historische omstandigheden waaronder zijn boodschap wortel kon schieten en op de historische kern(en) van die boodschap.

#### De 18e eeuw
De opzet van het eerste historisch-kritische onderzoek was aanvankelijk om het gelijk van Luther te bewijzen tegenover Rome. Door dit academische historisch-kritisch onderzoek van het christendom, kwamen feiten boven tafel die twijfel deden rijzen aan de evangeliën als betrouwbare historische bron.
De Duitse theoloog Johann Salomo Semler (1725-1791) geldt als de vader van de historisch-kritische methode in de theologie. In 1771 pleitte hij als eerste voor vrij onderzoek naar de canon. In de plaats van de algemene geldigheid van de Bijbel stelde hij een “religieuze geschiedenis van de mensheid.” De geschriften van de Bijbel zag hij als getuigen van verschillende stadia in die geschiedenis. In zijn canon-onderzoek kwam Semler tot de conclusie dat selectie van de canon zou toevallig zijn geweest. Het Woord van God en de Bijbel waren bij hem twee verschillende dingen. Semler hield nog wel vast aan Jezus als openbaring van God.
Na Semler ging de Duitse deïst Hermann Samuel Reimarus (1694-1768), al eerder dan Semler, nog een stap verder. Hij en Gotthold Ephraim Lessing (1729-1781) meenden dat de werkelijke boodschap van het christendom in de tijd van zijn ontstaan niet aan de man te brengen was en daarom was vervalst. Wonderen en andere bovennatuurlijke elementen wezen zij af en zij stelden bovendien dat de mens geen openbaring nodig zou hebben. Zij verwezen naar het ethische karakter van de religie in plaats van het openbaringsgeloof. In Jezus zou deze ethisch religieuze betekenis vorm gekregen hebben. Een tegenstander van deze rationalistische opvattingen was Johann Melchior Goeze (1717-1786), die vasthield aan de historiciteit van de gebeurtenissen in het Nieuwe Testament.
De voorgaanden probeerden het christusdogma op een of andere manier in rationele zin opnieuw te reconstrueren. David Hume (1711-1776) kwam echter tot de slotsom dat alles wat er in de Bijbel over Jezus gezegd wordt, maar niet natuurwetenschappelijk te verklaren is, niet waar kan zijn. In zijn essay On Miracles sluit hij wonderen niet absoluut uit, maar wel stelt hij dat geen enkel getuigenis voldoende is om een wonder te erkennen, tenzij het verzinnen van een bepaald wonder wonderbaarlijker is dan het wonder zelf. Net als Hume vond ook Reimarus dat de goddelijkheid van Jezus een ideologische projectie van de kerk was.
In de late 18e eeuw werd door geologisch onderzoek duidelijk dat de aarde zeer veel ouder was dan uit de Bijbel kon worden opgemaakt.

#### De 19e eeuw

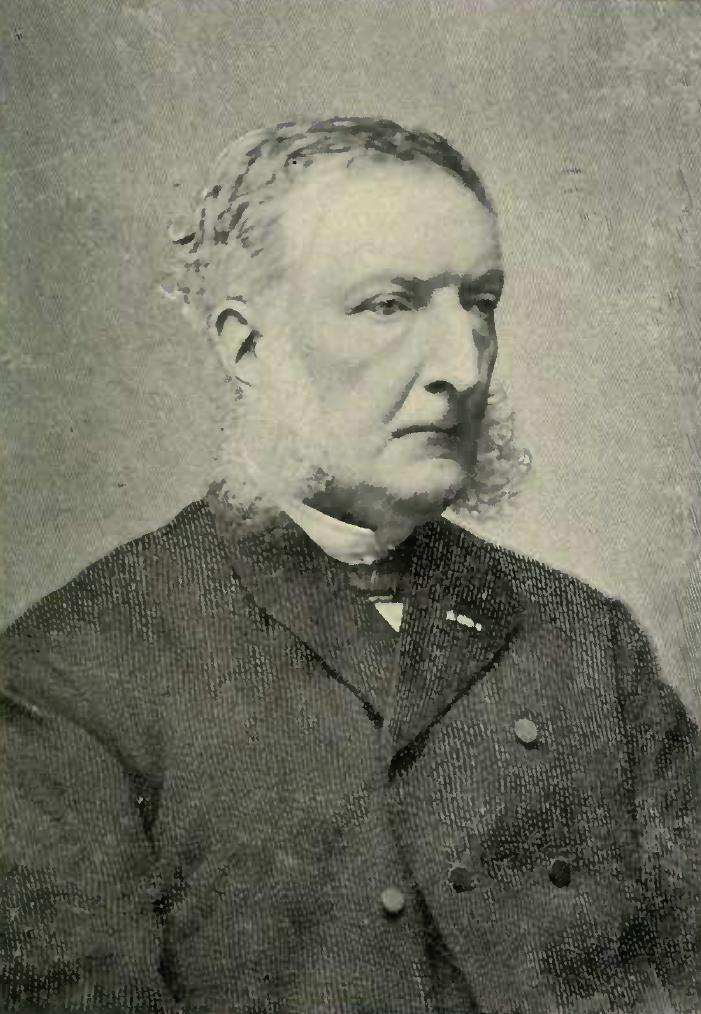
Abraham Kuenen (1828-1891).

In de 19e eeuw gingen Bijbelwetenschappers de Bijbel bestuderen zoals zij dat met ieder boek deden. Zo ontstonden baanbrekende theorieën die de Bijbelwetenschap tot op vandaag stempelen.
Wat betreft het Oude Testament was het onderzoek naar het ontstaan van de Pentateuch van fundamenteel belang. Wilhelm Martin Leberecht de Wette (1780-1841) en Julius Wellhausen (1844–1918) legden de grondslag voor de documentaire hypothese: de stelling dat de eerste boeken van de Bijbel zijn samengesteld uit minstens vier bronnen: de Jahwist, de Elohist, de Deuteronimist en de Priestercodex. In dit onderzoek speelde de Leidse oudtestamenticus Abraham Kuenen (1828-1891) een belangrijke rol. Deze laatste schreef ook een essay, Critical Method, waarin hij de historisch-kritische exegese verdedigde.
Wat betreft het Nieuwe Testament was de zoektocht naar de historische Jezus (Duits: Leben Jesu Forschung; Engels: quest for the historical Jesus) van fundamenteel belang. David Friedrich Strauss (1808–1874) leverde in 1839 een belangrijke en invloedrijke poging om door middel van historisch-kritisch onderzoek historische gegevens uit de evangeliën te halen. Hij verwierp alle bovennatuurlijke en messiaanse elementen uit de evangeliën en verklaarde de goddelijkheid van Jezus als gevolg van een historisch mythologiseringsproces (niet als bewuste manipulatie). Jezus is bij Strauss een persoon, die een boven het christendom uitstijgende oerreligie vertegenwoordigt.
Ondertussen leverden onder meer Karl Lachmann (1834), Konstantin von Tischendorf en tot slot Westcott en Hort (1881) belangrijke bijdragen aan de tekstkritiek van het Nieuwe Testament, waarbij ze de 'Byzantijnse' Textus Receptus als onbetrouwbaar weerlegden en zich richtten op het reconstrueren van de oorspronkelijke Griekse tekst op grond van de Alexandrijnse tekstfamilie.
Voorts brachten de publicatie van De oorsprong der soorten (1859) van Charles Darwin discussies over de verhouding tussen de daarin geponeerde evolutietheorie en de Bijbelse scheppingsverhalen op gang.

#### Vanaf de 20e eeuw
Aan het begin van de 20e eeuw bekritiseerden de nieuwtestamentici Johannes Weiss (1863-1914), Martin Werner en Albert Schweitzer het onderzoek van Strauss omdat dit het eschatologische karakter van Jezus' prediking over het hoofd had gezien. Schweitzer erkende dat de evangeliën niet konden dienen als historisch betrouwbare bron over het leven van Jezus, maar stelde dat dit geen afbreuk hoefde te doen aan de leer van Jezus, die wel betrouwbaar zou zijn overgeleverd. Schweitzer liet bovendien zien dat in het tot dan verschenen historisch-kritische werk de visie van de auteur en de tijdgeest de uitkomsten van het onderzoek leken te bepalen.
Johannes Weiss en Martin Kähler (1835-1912) plaatsten Jezus' boodschap in de wereld van Jezus, die voor-wetenschappelijk was. Het werd voor hen belangrijk een scheiding te maken tussen de "oorspronkelijke inhoud" van het evangelie en de daaruit voortvloeiende wereldbeschouwelijke inkleding ervan. Hiermee deed het kerygma, de term voor de prediking van en over Jezus, in het historisch-kritische onderzoek zijn intrede. "De werkelijke Christus is de gepredikte Christus", aldus Kähler.
In de loop van de 20e eeuw bleef de historisch-kritische exegese zich ontwikkelen. Zo ontstond de vormkritiek (Formgeschichte) met als grote namen Hermann Gunkel en Rudolf Bultmann. De ontdekking van de Dode Zeerollen gaf een impuls aan het tekstkritisch onderzoek van het Oude Testament. Onder invloed van de linguïstische wending kwam er aandacht voor de literaire werkelijkheid van de tekst, die de nogal eenzijdige historisch-kritische belangstelling voor speculatieve historische reconstructies corrigeerde.

#### Kerkelijke acceptatie
Vanouds is de historisch-kritische exegese vooral een protestantse aangelegenheid, nauw verbonden met de moderne theologie. Tegenwoordig is deze benadering van de Bijbel in de mainstream protestantse kerken geaccepteerd. Maar behoudende christenen verwerpen de historisch-kritische benadering voor zover er sprake is van kritiek op de inhoud en het gezag van de Bijbel (“Schriftkritiek”).
De Rooms-katholieke kerk heeft de historisch-kritische exegese lang afgewezen. Pas met de dogmatische constitutie Dei Verbum (1965) van het tweede Vaticaanse Concilie werd het vrije onderzoek naar de Bijbel geaccepteerd.

## Onderzoeksvelden

### Tekstkritiek
Voordat men met de uitleg van de Bijbel kan beginnen, dient men eerst de vraag te stellen welke tekst men gaat uitleggen. De tak van de Bijbelwetenschap die zich bezighoudt met de tekstuele geschiedenis van de bijbelboeken is de tekstkritiek van de Bijbel (vroeger ook wel "lagere Schriftkritiek" genoemd). Deze poogt de oorspronkelijke vorm van de teksten in de oorspronkelijke taal te ontrafelen en hoe deze zich heeft ontwikkeld. Antieke teksten zijn handmatig overgeleverd, inclusief de vele overschrijffouten en bewuste veranderingen die daarbij horen. Door alle overgeleverde handschriften te bestuderen en de wetmatigheden in de overlevering te achterhalen reconstrueren tekstcritici welke tekst aan het begin van de overlevering gestaan moet hebben.
Voor het Oude Testament wordt vooral gekeken naar de Masoretische Tekst (MT), de Samaritaanse Pentateuch, de Septuagint (LXX) en de Dode Zee-rollen (Qumran) en voor het Nieuwe Testament naar de handschriften van het Nieuwe Testament (en met name het bestuderen van de tekstvarianten van het Nieuwe Testament) en citaten van kerkvaders. Ook wordt onderzocht hoe de bijbelteksten door eerdere generaties gelovigen en onderzoekers zijn ontvangen en gebruikt (de overleveringsgeschiedenis), waarin voor het christendom met name de Vetus Latina, de (Latijnse) Vulgaat, de commentaren van de kerkvaders en de Textus Receptus een belangrijke rol spelen, terwijl voor het jodendom de Rabbijnse literatuur en dan met name de Talmoed van belang zijn.
Het doel van de tekstkritiek is het produceren van 'kritische edities'. Deze term slaat vooral op geannoteerde versies van het Nieuwe Testament (of vertalingen daarvan) op basis van de Alexandrijnse tekst in plaats van de (Byzantijnse) Textus Receptus. De kritische editie van Westcott en Hort uit 1881 is de basis van de moderne nieuwtestamentische tekstkritiek. Begin 21e eeuw geldt het Novum Testamentum Graece (ook wel 'Nestle-Aland' genoemd) als de beste wetenschappelijke poging om de oorspronkelijke Griekse tekst van het Nieuwe Testament te reconstrueren. Tekstcritici van over de hele wereld werken hieraan mee en produceren om de zoveel jaren een verbeterde versie op basis van de nieuwste inzichten; de meest recente editie is Nestle-Aland 28 (2012). Hoewel sommige vertalingen zoals de Herziene Statenvertaling (2010) zich nog steeds baseren op de Textus Receptus, worden dergelijke (niet-kritische) edities als wetenschappelijk achterhaald gezien.
De Septuagint-editie van Alfred Rahlfs uit 1935 is begin 21e eeuw de meest gebruikte kritische editie van de Septuagint; er bestaat ook een Cambridge-editie en een Göttingen-editie, maar die zijn allebei incompleet. De belangrijkste kritische edities voor de Masoretische Tekst zijn de Biblia Hebraica Stuttgartensia (1967–1977), die voornamelijk uitgaat van de Codex Leningradensis; en de onvoltooide opvolger ervan, de Biblia Hebraica Quinta (sinds 2004), die ook uitgebreid gebruik maakt van andere tekstbronnen zoals de Septuagint en de Dode Zee-rollen.

### Auteurschap
Nauw verwant aan de tekstkritiek is het onderzoek naar het auteurschap van de Bijbel (ook wel 'inleidingswetenschap' genoemd), dat probeert vast te stellen wie deze teksten hebben geschreven, waar, wanneer (en in welke historische context), aan wie (geadresseerden), in welke oorspronkelijke talen en met welke doelen (hoewel dit laatste meer valt onder exegese). Dit kan er bijvoorbeeld toe leiden dat men sommige teksten als vervalsingen oftewel pseudepigrafen bestempelt omdat de auteur zich voordoet als iemand anders (bijvoorbeeld wanneer de schrijver van de Tweede brief van Petrus beweert zelf Simon Petrus te zijn), of Bijbelwetenschappers concluderen dat anonieme werken traditioneel aan de verkeerde persoon zijn toegeschreven (bijvoorbeeld de Thora aan Mozes, hoewel auteur(s) zichzelf niet kenbaar maakt/maken in de teksten).
Er wordt onderzocht welke boodschap iedere auteur zou hebben willen doorgeven en aan welke geadresseerden/lezers (bijvoorbeeld dat het Evangelie volgens Marcus meer bedoeld zou kunnen zijn voor een joods publiek en het Evangelie volgens Lucas meer voor een heidens publiek, maar dat beide bekering tot het christendom beogen).
De datering van geschriften is een ingewikkelde kwestie aangezien de meeste boeken geen jaartal van productie vermelden en vaak verwijzen naar gebeurtenissen die soms eeuwen eerder moeten zijn gebeurd. Op grond van intern bewijs zoals paleografie en extern bewijs zoals andere geschreven bronnen en archeologie wordt geprobeerd vast te stellen wanneer de tekst is opgesteld en eventueel later nog bewerkt.
Ook kunnen onderzoekers vaststellen dat de overgeleverde tekst waarschijnlijk vertaald is uit een andere taal of geschreven door iemand met een andere moedertaal op grond van grammaticale of culturele kenmerken. Met name over de deuterocanonieke boeken is veel discussie over welke teksten oorspronkelijk in het Hebreeuws, Aramees, Grieks of zelfs Latijn zijn geschreven voordat ze waren ontwikkeld tot in de verschillende vormen die nu nog bewaard zijn gebleven.

### Synchrone exegese
Het uitgangspunt van de historisch-kritische exegese is de eindvorm van een geschrift in de oorspronkelijke taal (Letzt- und Jetztgestalt), zoals die door tekstkritisch onderzoek verkregen is. Genesis bijvoorbeeld is weliswaar opgebouwd uit verschillende tekstuele lagen, maar dat is van ondergeschikt belang bij het omschrijven van de strekking van Genesis zoals dat nu voor ons ligt (synchrone exegese). Deze exegese heeft als doel de boodschap van de auteur te achterhalen (e mente auctoris), zowel in grote lijnen als in de onderdelen. Dit omvat enerzijds taalkundig onderzoek naar woordbetekenissen en grammatica en anderzijds literair onderzoek naar compositie, schrijfstijl en narratologie. De vergelijking met contemporaine geschriften speelt hierbij een grote rol.

### Diachrone exegese
De bedoeling van de auteur komt beter naar voren, als duidelijk is welke bronnen hij heeft, wat hij van anderen overneemt en wat zijn eigen bijdrage is. Dit te reconstrueren is de taak van de diachrone exegese.

#### Vormkritiek
Vormkritiek analyseert teksteenheden ('vormen', perikopen) en categoriseert ze naar genre (koningspsalmen, wonderverhalen, gelijkenissen, et cetera). Vervolgens stelt de criticus een theorie op over de sociale setting (Sitz im Leben) van de teksteenheid waarin deze gebruikt werd en ontstaan is. Door individuele afwijkingen van het vormschema van een bepaald genre valt de eigen invalshoek van de auteur te bepalen.
De oudere vormkritiek sinds 1920 meende met behulp van de opgestelde ideale vormen de mondelinge voorgeschiedenis van teksten in detail te kunnen achterhalen. Nieuwer onderzoek stelt de gedetailleerde zekerheid en de veronderstellingen van dergelijke reconstructies onder kritiek.
Een fundamenteel inzicht van de vormkritiek in het onderzoek van de evangeliën is dat deze geschriften zijn opgebouwd uit reeksen van kleine literaire eenheden ('vormen'). Marcus 2:1-3:6 bijvoorbeeld bestaat uit een reeks twistgesprekken. Waarschijnlijk werden dergelijke verzamelingen van kleine verhalen eerst los overgeleverd. Daaruit volgt de conclusie dat de vertelvolgorde in de evangeliën niets zegt over de historische chronologie van de vertelde gebeurtenissen.

### Godsdiensthistorische vergelijking

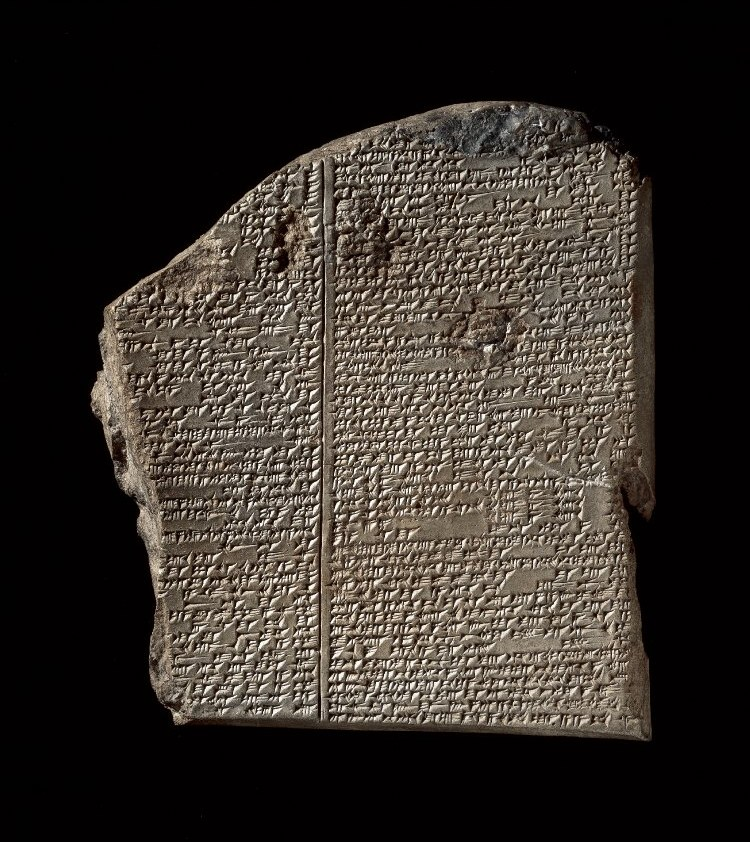
Kleitablet met het Gilgamesj-epos, de Mesopotamische versie van het zondvloedverhaal.